# トップガン (映画)
『トップガン』（原題: Top Gun）は、1986年のアメリカ合衆国のアクションドラマ映画。監督はトニー・スコット、製作はドン・シンプソンとジェリー・ブラッカイマー、脚本はジム・キャッシュとジャック・エップス・ジュニアが務めた。出演はトム・クルーズ、ケリー・マクギリス、ヴァル・キルマー、アンソニー・エドワーズ、トム・スケリットなど。クルーズが演じるのは、空母エンタープライズに乗船する若き海軍飛行士ピート・“マーベリック”・ミッチェル大尉。
1986年の全米興行成績1位を記録し、主演のトム・クルーズは一躍トップスターの仲間入りを果たした。助演のヴァル・キルマー、メグ・ライアン、アンソニー・エドワーズ、ティム・ロビンスら、若手俳優の出世作としても知られる。
製作にはアメリカ海軍が全面協力し、ミラマー海軍航空基地や空母「レンジャー」内で撮影が行われた（作中では「エンタープライズ」として登場している）。また、俳優達はF-14トムキャットの後席で体験訓練飛行をした。
スティーヴン・ジェイ・シュナイダーの『死ぬまでに観たい映画1001本』に掲載されている。

## ストーリー

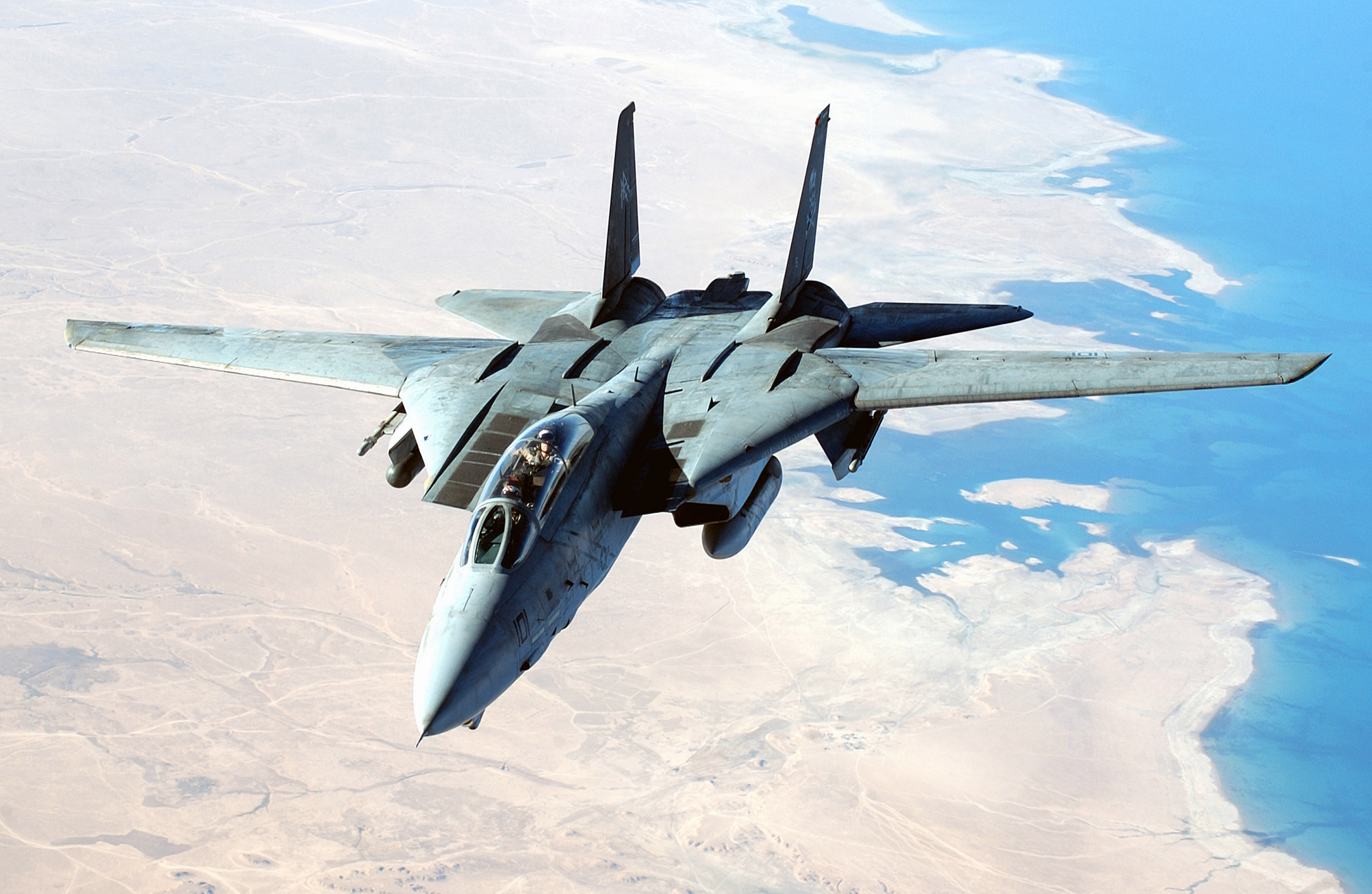
劇中に登場するF-14 トムキャットの同型機

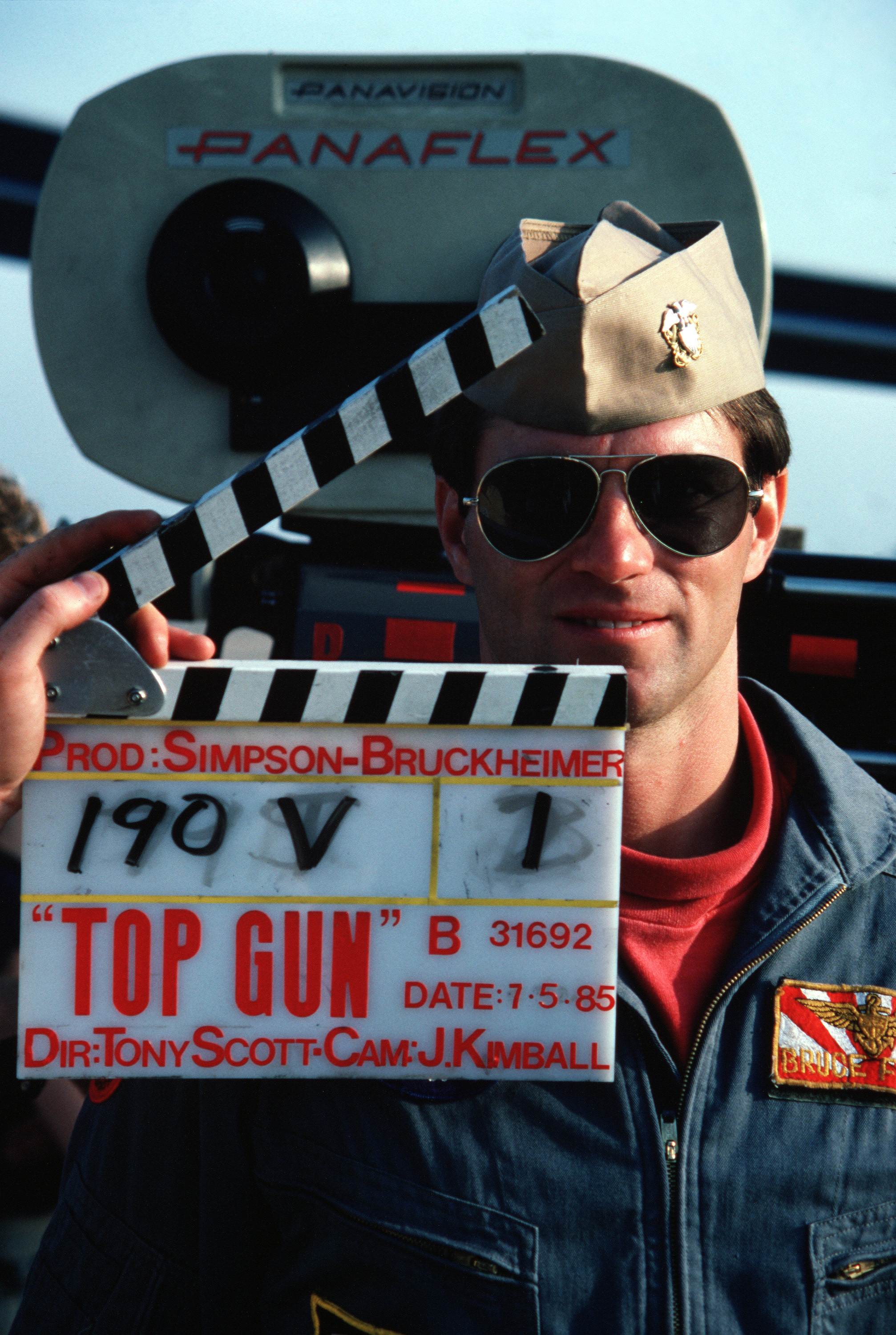
本作の撮影
（1985年7月5日、カチンコの記載による）

ピート・ミッチェル（コールサイン：マーヴェリック）はアメリカ海軍の艦上戦闘機・F-14のパイロット。秘匿事項とされた父親デューク・ミッチェルの謎の死の影を引きずり、野生の勘を頼りに無鉄砲で型破りな操縦を行うパイロットである。
天才的な直感力と技量を持つ彼は、自らとは全く対照的な心優しく陽気な性格のレーダー要員グースを相棒として、クーガー/マーリン組が乗り込む僚機と共に、インド洋上で国籍不明のMiG-28と空中戦に陥った。
クーガー機の背後に執拗に張り付いたMIG-28の頭上で、マーヴェリック機はバックトゥバックによる双方の操縦席のニアミスを行い、敵パイロットに向かってファックサインを見せつけ、更に後席のグースがポラロイドカメラで敵機パイロットを撮影してみせ、敵機はそのまま離脱していった。
母艦への帰路についたマーヴェリック機であったが、先の空戦の恐怖によりパニック状態となったクーガーの変調に気づき、1度は着艦体制に入るものの、タッチアンドゴー（着陸後に素早く離陸体勢に入り再度離陸）した上で、操縦が乱れていたクーガーに適切な助言を繰り返して無事帰投させることができた。クーガーはこの恐怖心を払拭できずパイロットを自主退官し、マーヴェリックとグースは思いがけなくもミラマー海軍航空基地に所在するアメリカ海軍戦闘機兵器学校（通称：トップガン）への派遣を艦長より命令され、航空戦技の神髄であるACM（空中戦闘機動）すなわちドッグファイトの戦技を磨くために教育を受けることとなる。
訓練開始前に催された非公式な歓迎パーティでは、幾人かの戦闘機パイロットやレーダー要員の他に、民間人専門技術者（宇宙航空物理学）も参加していた。マーヴェリックは教官とは知らずに近づいたシャーロット（チャーリー）に一目惚れし、彼女にとっても自分の専門領域であるMiG-28の性能情報を目の前で見ているマーヴェリックとは、いつの日か立場を超えて恋愛関係を持つようになる。
初日の飛行実技訓練終了後には、飛行教官のヴァイパーやジェスターから規則や協調性の重要性について叱責を受けつつも、日を追う毎に厳しさを増す飛行実技訓練や座学による様々な戦技理論講義・飛行実技後の検討講義・筆記試験を重ねて、ライバルのアイスマン達と訓練成績を競い合っていった。ある日、編隊飛行での攻撃訓練中に、マーヴェリック機はアイスマン機のジェット後気流を受けたことによりエンジン・ストールが発生して操縦不能のきりもみ状態に陥ってしまい、機体からの緊急脱出を余儀なくされる。そして、この脱出時に起きたキャノピーとの衝突事故によりグースが死亡し、マーヴェリックは激しい自責の念にさいなまれる。
事故調査委員会による査問で、マーヴェリックのパイロットとしての責任は問われなかったが、「彼を飛ばし続けろ」と言うヴァイパーの願いも空しく、マーヴェリックは自信を喪失し、かつてのような攻撃性を失った弱気な戦闘機パイロットに変貌する。ワシントンD.C.での就職を決めたチャーリーからは、失望の意を告げられて去られてしまう。
野獣のような激しさは影を潜め、このまま流されてトップガンはおろか、アメリカ海軍を辞めるか、在学中に貯め込んだ好成績点と事故後の成績不振とを相殺して、生前グースが望んでいたように平凡な成績でもいいからトップガンを卒業して、その後には普通退役するか迷うマーヴェリックに対し、かつて彼の父親の戦友でもあったヴァイパーは、父の死は軍事境界線を越えた上空での交戦によるために国家機密扱いとされたものの、実は友軍機を救うために多数の敵機の攻撃に晒されて、その犠牲となった英雄的行為であったという真相を知らせて励まし、復活を促す。
周囲の励ましもあってマーヴェリックはトップガンの卒業式に出るが、その謝恩会中にインド洋上での情報収集活動中の巡洋艦援護の緊急出撃命令が彼を含む幾人かに届く。レーダー要員の決まっていないマーヴェリックに、ヴァイパーは自分が一緒に飛んでもいいとまで言って彼を励ました。ヴァイパー自身についても、実技飛行初日の午後にジェスターと話し合ったように、デュークを失ったときに何もできなかったことを悔やんでいたことへの決着をつけるつもりであった。
トップガンでのマーヴェリックの弱気ぶりが聞こえていた空母飛行隊長は、作戦ブリーフィングで彼をバックアップにまわし、先鋒に発つアイスマンの不信感を無理に押さえつける。2機対2機の互角と見積もっていたが実際は6機であり、数で圧倒的に勝る敵機によってアイスマンらは苦戦を強いられ、とうとうハリウッド/ウルフマン機が撃墜されるに及んで、マーヴェリックは自らに自信が持てないままで出撃を余儀なくされる。
超音速飛行でやってきた戦闘域で、アイスマン/スライダー機1機に対する敵機5機のローリング・シザー機動による猛烈な攻撃を目の当たりにしてマーヴェリックは愕然としていたが、後方からの1機に気を取られて、知らない間に自分らの前方から向かってきた1機がすれ違いざまに起こした乱気流によって一時的な機の制御不能状態に陥る。マーヴェリックはからくも制御不能状態から回復はしたもののグースを失った恐怖の記憶が甦り、怖気付いてしまって戦闘域から逃げ出した。
空母戦闘指揮所内で、無線会話をモニタリング中だった飛行隊長の罵怒声は届かないまでも、レーダー要員であるマーリンの叱咤やグースの認識票を握りしめ、まるで後部席に彼がいるかのようにいつもの台詞の「教えてくれ。教えてくれ、グース…」と、祈るかのように呟きながらマーヴェリックは戦闘復帰を果たし、苦戦するアイスマン/スライダー機と協調して敵機を4機撃墜、1機を撤退させることに成功。撃墜されたハリウッドらも無事に生還して、アイスマンらとフライトデッキ上でわだかまりを解消させた。
この一戦によって、マーヴェリックは一匹狼からチームワークを知る優秀なパイロットへ成長したばかりでなく、グースを失った自責の念は克服され、僚友の死の悲しみを振り払うかのように認識票を大海原に放り投げ、彼なりの弔いを行なった。世界中に報道された戦果でもあったことにより、これに気を良くした軍上層部の計らいによって、マーヴェリックは教官としてトップガンへ戻り、さらにその知らせを聞いて、ワシントンD.C.から戻っていたチャーリーと、2人の出会いのきっかけとなった思い出の曲に包まれながら劇的な再会を果たす。

## 登場人物
マーヴェリック
演 - トム・クルーズ
戦闘機乗り。階級は大尉。腕は良いが協調性がない。
チャーリー
演 - ケリー・マクギリス
民間人教官。マーヴェリックに惹かれていく。
アイスマン
演 - ヴァル・キルマー
エースパイロット。階級は大尉。冷静さと優れた判断力を持つ。
グース
演 - アンソニー・エドワーズ
戦闘機のレーダー要員。階級は中尉。マーヴェリックの相棒。
ヴァイパー
演 - トム・スケリット
飛行教官。階級は中佐。トップガントロフィーの初代受賞者。
ジェスター
演 - マイケル・アイアンサイド
教官。階級は中佐。様々な講義を担当している。
クーガー
演 - ジョン・ストックウェル
成績トップの実力者。大尉。マーリンの相棒。
マーリン
演 - ティム・ロビンス
クーガーのRIO。中尉。
ウルフマン
演 - バリー・タブ
レーダー索敵員。中尉。
スライダー
演 - リック・ロソヴィッチ
レーダー要員。階級は中尉。アイスマンの相棒。
サンダウン
演 - クラレンス・ギルヤード・Jr
チッパーのRIO。中尉。
ハリウッド
演 - ウィップ・ヒューブリー
アビエイター。大尉。ウルフマンの相棒。
スティンガー
演 - ジェームズ・トールカン
空母航空団司令官。階級は中佐。マーヴェリックの上官。
キャロル
演 - メグ・ライアン
グースの妻。
チッパー
演 - エイドリアン・パスダー
アビエイター。大尉。サンダウンの相棒。
デイビス
演 - ランドール・ブレイディ
中尉。
ジョンソン
演 - デューク・ストラウド
管制官。

## キャスト
| 役名                   | 俳優                            | 日本語吹替                                     | 日本語吹替               | 日本語吹替                 | 日本語吹替                                   |
| 役名                   | 俳優                            | フジテレビ版                                   | 日本テレビ版             | ソフト版                   | テレビ東京版 （追加録音部分）                |
| ---------------------- | ------------------------------- | ---------------------------------------------- | ------------------------ | -------------------------- | -------------------------------------------- |
| マーヴェリック         | トム・クルーズ                  | 渡辺裕之                                       | 高橋広樹                 | 塚本高史                   | 森川智之                                     |
| チャーリー             | ケリー・マクギリス              | 吉田理保子                                     | 日野由利加               | 湯屋敦子                   | 安藤麻吹                                     |
| アイスマン             | ヴァル・キルマー                | 谷口節                                         | 桐本琢也                 | 森川智之                   | 東地宏樹                                     |
| グース                 | アンソニー・エドワーズ          | 江原正士                                       | 高木渉                   | 小森創介                   | 平田広明                                     |
| ヴァイパー             | トム・スケリット                | 前田昌明                                       | 磯部勉                   | 野島昭生                   | 小川真司 （佐々木睦）                        |
| ジェスター             | マイケル・アイアンサイド        | 麦人                                           | 岩崎ひろし               | 水内清光                   | 土師孝也                                     |
| クーガー               | ジョン・ストックウェル          | 曽我部和恭                                     | 宮内敦士                 | 津田健次郎                 | 加瀬康之                                     |
| ウルフマン             | バリー・タブ                    | 荒川太郎                                       | 阪口周平                 | 佐藤淳                     | 荻野晴朗                                     |
| スライダー             | リック・ロソヴィッチ            | 幹本雄之                                       | 楠大典                   | 木内秀信                   | 山野井仁                                     |
| マーリン               | ティム・ロビンス                | 小野健一                                       | 坂詰貴之                 | 竹若拓磨                   | 斉藤瑞樹 （羽鳥佑）                          |
| サンダウン             | クラレンス・ギルヤード・Jr      | 吉村よう                                       | 大家仁志                 | 鉄野正豊                   | 竹田雅則                                     |
| ハリウッド             | ウィップ・ヒューブリー          | 大塚芳忠                                       | 松山鷹志                 | 神奈延年                   | 坂詰貴之                                     |
| スティンガー           | ジェームズ・トールカン          | 小林修                                         | 池田勝                   | 西村知道                   | 麦人                                         |
| キャロル               | メグ・ライアン                  | 井上瑤                                         | 雨蘭咲木子               | はしのえみ                 | 斎藤恵理                                     |
| チッパー               | エイドリアン・パスダー          |                                                |                          |                            |                                              |
| デイビス中尉           | ランドール・ブレイディ          |                                                |                          |                            |                                              |
| ジョンソン管制官       | デューク・ストラウド            | 石森達幸                                       | 内田直哉                 |                            | 青山穣                                       |
| スプロール             | ブライアン・シーハン            |                                                |                          |                            |                                              |
| 調査官                 | ロン・クラーク                  |                                                |                          |                            |                                              |
| バーテンダー           | フランク・ペシ                  |                                                |                          |                            |                                              |
| ペリー・シーデンタール | ピーター・ペティグリュー        |                                                |                          |                            |                                              |
| 無線技士               | トロイ・ハンター                |                                                |                          |                            |                                              |
| メットカーフ夫人       | リンダ・レイ・ジャージェンズ    | 藤夏子                                         | 深沢エミ                 | 島宗りつこ                 | 瑚海みどり                                   |
| T・J・キャシディ提督   |                                 |                                                |                          |                            |                                              |
| ブラッドリー           | アーロン・ワイズ アダム・ワイズ |                                                | 鎌田梢                   | 川田妙子                   |                                              |
| 冒頭ナレーション       | N/A                             | 前田昌明                                       | 磯部勉                   | N/A                        | 青山穣                                       |
| 不明 その他            | N/A                             | 村越伊知郎 小島敏彦 秋元羊介 古田信幸 小室正幸 | 清水明彦 小島敏彦 小形満 | 蓮池龍三 世古陽丸 入江崇史 | 木村雅史 佐藤健輔 居谷四郎 真仲恵吾 中司優花 |

- フジテレビ版：初回放送1989年10月7日『ゴールデン洋画劇場』※ノーカット
  - 2020年発売の「思い出の復刻版」Blu-rayに収録[7]。
- 日本テレビ版：初回放送2005年7月1日『金曜ロードショー』
- ソフト版：2005年10月21日発売の「スペシャル・コレクターズ・エディション DVD」に初収録[8]。オンデマンド配信でも使用。
  - キャロル役のはしのえみが当時出演していたテレビ番組『王様のブランチ』2005年12月3日放送回では特集が組まれ、はしのと塚本によるアフレコ風景が放送された。
- テレビ東京版：初回放送2009年3月19日『木曜洋画劇場』
  - 2020年発売の「思い出の復刻版」Blu-rayに、放映時にカットされたシーンを追加録音した“完全版”が収録[7]。

※続編『トップガン マーヴェリック』の吹替版は、テレビ東京版のキャストを踏襲して制作された。

## スタッフ
- 監督: トニー・スコット
- 脚本: ジム・キャッシュ、ジャック・エップス・ジュニア
- 製作: ドン・シンプソン、ジェリー・ブラッカイマー
- 製作総指揮: ビル・バダラート
- 撮影: ジェフリー・L・キンボール
- 編集: ビリー・ウェバー、クリス・レベンゾン
- 音楽: ハロルド・フォルターメイヤー、ジョルジオ・モロダー

### 日本語版
- 字幕翻訳：戸田奈津子（ソフト版）、森本務（プレミアムシネマ版）

| 吹き替え         | フジテレビ版 | 日本テレビ版         | ソフト版     | テレビ東京版        |
| ---------------- | ------------ | -------------------- | ------------ | ------------------- |
| 演出             | 小山悟       | 木村絵理子           | 中野洋志     | 伊達康将            |
| 翻訳             | 木原たけし   | 松崎広幸             | 久保喜昭     | 松崎広幸            |
| 調整             | 小野敦志     | 田中和成             | 菊池悟史     | 阿部直子            |
| 効果             | リレーション | サウンドボックス     | N/A          | リレーション        |
| スタジオ         |              | オムニバス・ジャパン | ACスタジオ   |                     |
| 担当             |              | 稲毛弘之 奥本敬大    |              | 河村常平 伊藤哲     |
| プロデューサー   | 山形淳二     | 宮崎啓子 北島有子    |              | 遠藤幸子 五十嵐智之 |
| プロデューサー補 | N/A          | 野地玲子 村井多恵子  | N/A          | N/A                 |
| 制作             | 東北新社     | 東北新社             | ACクリエイト | 東北新社            |
| 制作             | フジテレビ   | 日本テレビ           | パラマウント | テレビ東京          |

## 製作

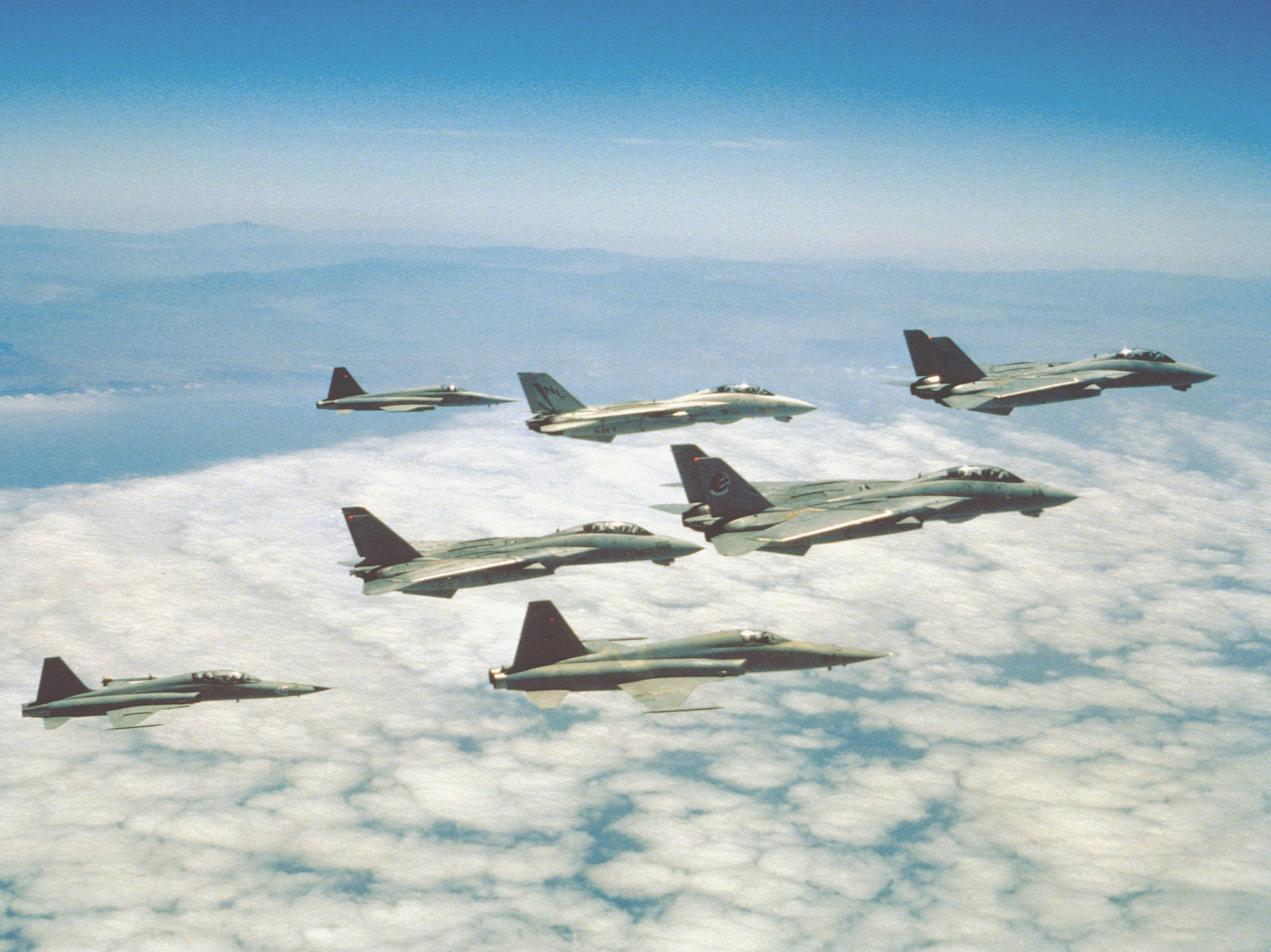
撮影で実際に空戦シーンを演じたF-14とF-5E/Fの編隊。
“MiG-28”はF-5E/Fが演じた。

本作に登場する航空機は基本的に全て実機であり、実機の航空アクションシーンは冒頭の背面飛行シーンのワンカットを除き、アメリカ海軍の協力の下で現用戦闘機を飛ばして撮影されている。
俳優の飛行シーンも実際にF-14に乗せて撮影されたものの、トム・クルーズ以外の俳優は訓練が不十分のため嘔吐するなど映像は使い物にならなかった。代わりにスタジオに作られた、実物のF-14のコクピットを再利用したジンバル（リング状のレールに固定された、好きな角度に回転できるセット）により撮影されている。ドッグファイト中にF-14やMiG-28が撃墜されるシーンでは、大きさが異なる数種類の模型が使用された。また、現実味のある背景（本物の空）にこだわり、屋外で実際に火薬を使い爆破して撮影された。
敵機として登場する「MiG-28」は架空機であり、冷戦最中の撮影当時、ソビエト連邦製の戦闘機を調達できなかったことから、MiG-21に似た特徴を持ち、実際にトップガンなどの訓練でアグレッサー部隊の仮想敵機として使われたノースロップ・F-5を使用している。

## エピソード

### 脚本
脚本は本作公開の3年前に『カリフォルニア』誌に掲載された、エフード・ヨネイが二人のパイロットを中心に、戦闘機搭乗員養成を行う「トップガン課程」のことを描写した「Top Guns」という記事に着想を得ている。その内容は、第1戦闘飛行隊に所属するF-14パイロットのアレックス・“ヨギ”・ナーキス大尉とデイヴ・“ポッサム”・カリー大尉がミラマー基地でトップガン課程に参加するまでのあらましと、トップガン課程でどのようなことを行い課程を終えたかを記したレポートだった。ジェリー・ブラッカイマーはこの記事を読んで海軍の派手な空中戦を描いた映画製作を思い立った。
また、本作の公開直後、続編の脚本は完成されていた。内容はマーヴェリックがトップガンアカデミーの教官としてさらなる危険な冒険を追ったものだった。ヒロインはチャーリーではなく、過去の自分を連想させる生意気なキャラクター・ツイストが加わる予定だった。実際に36年後に公開された続編映画「トップガン マーヴェリック」の脚本とは内容が異なっている。

### キャスティング
当初トム・クルーズはマーヴェリック役を断っていたが、そのことを知った海軍はクルーズを基地に招待し、パイロットが受ける様々な訓練を体験させた。その結果、クルーズは役を受けることを決めた。
本作以降のトム・クルーズは様々な映画でオートバイに跨り自らスタントまでこなすが、オートバイを運転したのは本作の撮影が初めてである。
マーヴェリック役がクルーズに決定する前は、マシュー・モディーン、ジョン・キューザック、ニコラス・ケイジ、ジョン・トラボルタ、ショーン・ペン、トム・ハンクスにもオファーの声が掛かっていたがいずれも断られた。ジム・キャリー、ロバート・ダウニー・ジュニアも候補に上がっていた。なお、ニコラス・ケイジは後年に戦闘ヘリに搭乗するパイロットを描いた映画『アパッチ』に出演した。アリー・シーディはチャーリー役をオファーされ、「誰もパイロットの映画には興味を持たない」と断ったが、後に彼女はとても後悔したという。
アイスマン役のヴァル・キルマーは、本作の政治色を理由に一度出演を断ったが、契約上の理由で出演した。

### 主人公とヒロインの身長差
本作でトム・クルーズはヒールの高いウエスタンブーツを愛用しているが、これはクルーズの身長170cmに対して相手役のケリー・マクギリスの身長が178cmと女性としては高身長のためである。

### チャーリーの髪の色
エレベーターでマーヴェリックとチャーリーが会うシーンでは、チャーリー役のケリー・マクギリスが黒いキャップを被っている。
これは、このシーンが追加撮影されたシーンであり、マクギリスが既に次の出演映画の為に髪の色を本作のブロンドからブラウンに変更していたためである。
ベッドシーンも同様に追加撮影によるものであるが、上記と同様に髪の色を誤魔化すために全体的にブルーの色調にされており、それがかえって甘い雰囲気を演出することになった。

### 撮影中の事故
飛行シーンの撮影中、スタントパイロットのアート・スコールがクラッシュにより太平洋に突っ込み、命を落としてしまった。エンドクレジットに彼を追悼する文章が追加された。

## 公開

### 劇場公開
1986年5月12日にニューヨークでプレミアが開催され、5月15日にはサンディエゴでも開催された。
アメリカとカナダでは、1986年5月16日、戦没将兵追悼記念日の週末の1週間前に、1028館で公開された。

### IMAX 3Dの再公開
2013年2月8日から6日間、IMAX 3Dで再公開された。

### 2021年の再公開
2021年5月13日にAMCシアターズによって153スクリーンで再公開・上映された。最初の週末には合計24万8000ドルの興行収入を上げ、10位にランクインした。10日間で合計43万3000ドルの興行収入を記録した。

### 興行成績
公開後すぐに成功を収め、1986年の最高興行収入を記録した。最初の週末の興行成績は819万3052ドルで1位となり、国内総興行成績は1億7678万1728ドル、海外では1億7703万ドル、世界総興行成績は3億5381万1728ドルとなった。
2013年にIMAXで再公開された際には、さらに301万8873ドルの興行収入を記録し、国内興行収入は1億7980万601ドル、世界興行収入は3億5683万601ドルに達した。
日本でも1987年度の洋画配給収入1位を記録した。

### 批評家の反応
本作が公開された当初、批評家の反応は様々だった。インターネット登場以降の評価としては、Rotten Tomatoesでは、59人の評論家のレビューをもとに、58％の支持率を獲得し、平均評価は5.90/10だった。Metacriticでは、15人の批評家による加重平均スコアは100点満点中50点で、「賛否両論、または平均的な評価」となっている。CinemaScoreで調査された観客は、A+からFまでの評価で平均「A」を与えている。

### 受賞
音響や効果を中心に多くの賞にノミネート、受賞した。
| 年   | 賞                                          | 部門                                         | 対象                                                                       |
| ---- | ------------------------------------------- | -------------------------------------------- | -------------------------------------------------------------------------- |
| 1986 | エーペックス・スクロール賞                  | サウンドエフェクト                           |                                                                            |
| 1987 | ASCAPフィルム＆テレビジョン・ミュージック賞 | 歌曲（映画部門）                             | ジョルジオ・モロダー、トム・ウィットロック『Take My Breath Away』          |
| 1987 | アカデミー賞                                | 歌曲                                         | ジョルジオ・モロダー、トム・ウィットロック『Take My Breath Away』          |
| 1987 | ブリット・アワード                          | サウンドトラック                             |                                                                            |
| 1987 | ゴールデングローブ賞                        | オリジナル楽曲（映画部門）                   | ジョルジオ・モロダー、トム・ウィットロック『Take My Breath Away』          |
| 1987 | ゴールデン・スクリーン賞                    |                                              |                                                                            |
| 1987 | グラミー賞                                  | ポップ・インストゥルメンタル・パフォーマンス | ハロルド・ファルターマイヤー、スティーブ・スティーブンス『Top Gun Anthem』 |
| 1987 | 音響効果監督組合賞                          | ゴールデン・リール賞 最優秀音響編集          |                                                                            |
| 1987 | 音響効果監督組合賞                          | 音響編集（サウンドエフェクト部門）           |                                                                            |
| 1987 | 批評家選出賞                                | お気に入りの映画                             |                                                                            |
| 1988 | 日本アカデミー賞                            | 外国作品                                     |                                                                            |

## その後

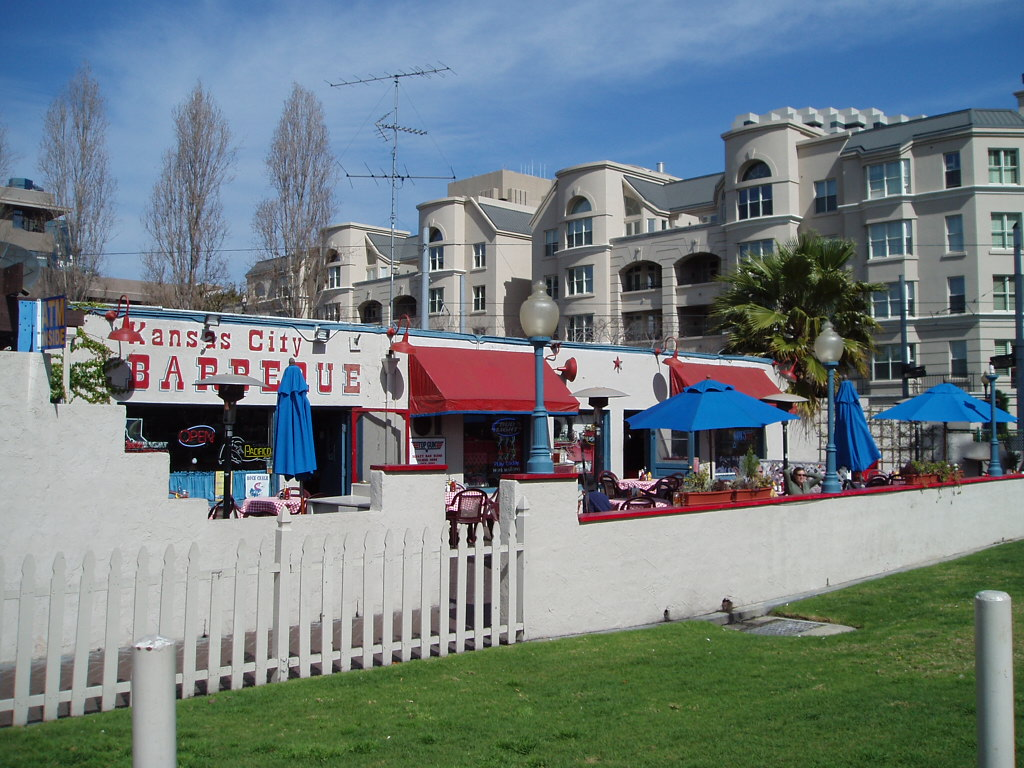
劇中でグースがピアノを弾くシーンの他、ラストシーンでの撮影に使われた、カンザスシティー・バーベキュー

公開後に海軍への志願者が激増したほか、映画の影響で戦闘機パイロットの道に進んだ者も多い。しかし、アメリカ海軍戦闘機兵器学校では映画の台詞を口にすることは「プロ意識に欠ける」とされ、ペナルティとして5ドルの罰金をその場で払う罰則があったという。
サンディエゴのダウンタウン、マーケットストリート沿いにあるカンザスシティー・バーベキューはラストシーンでチャーリーがかけたジュークボックスを保存するなど、本映画の撮影に使われた当時の風景を保存して営業を続けている（2008年6月26日の火事により休店していたが、現在は営業再開している）。
これだけの人気作品であるにもかかわらず続編が製作されないままだったのは、この作品の出来を非常に気に入った主演のトム・クルーズが、続編が製作されることで本作の価値が低下することを嫌って（実際に公開直後に続編の製作が企画されていたとの一部報道がある）、自ら続編製作権を買い取ってしまったためである。
2008年7月には続編の製作が計画されていると一部で報道され、その後、続編『トップガン マーヴェリック』（2022年公開）の制作が発表された。
2024年12月17日、本作など映画産業を通して人々の関心を海軍と海兵隊へ向けさせたとして、トム・クルーズにアメリカ海軍からアメリカ海軍公共サービス殊勲章を授与され、ロンドンで授与式典が行われた。

## テレビ放映履歴
- 地上波放送・関東地区のみ記載。
- 視聴率はビデオリサーチ調べ。関東地区でのデータ。

| 回数 | 放送日         | 放送時間    | 放送局     | 番組枠               | 吹替         | 平均世帯 視聴率 | 出典   |
| ---- | -------------- | ----------- | ---------- | -------------------- | ------------ | --------------- | ------ |
| 1    | 1989年10月07日 | 21:00-23:14 | フジテレビ | ゴールデン洋画劇場   | フジテレビ版 |                 |        |
| 2    | 1991年04月06日 |             | フジテレビ | ゴールデン洋画劇場   | フジテレビ版 |                 |        |
| 3    | 1992年09月25日 |             | 日本テレビ | 金曜ロードショー     | フジテレビ版 |                 |        |
| 4    | 1996年10月17日 |             | テレビ東京 | 木曜洋画劇場         | フジテレビ版 |                 |        |
| 5    | 2002年08月08日 | 21:02-22:54 | テレビ東京 | 木曜洋画劇場         | フジテレビ版 | 10.8%           |        |
| 6    | 2005年07月01日 | 21:03-22:54 | 日本テレビ | 金曜ロードショー     | 日本テレビ版 | 13.4%           | [ 24 ] |
| 7    | 2009年03月19日 | 21:00-22:54 | テレビ東京 | 木曜洋画劇場         | テレビ東京版 | 8.6%            | [ 25 ] |
| 8    | 2018年02月08日 | 13:35-15:40 | テレビ東京 | 午後のロードショー   | テレビ東京版 | 1.7%            | [ 26 ] |
| 9    | 2021年11月20日 | 22:05-24:15 | フジテレビ | 土曜プレミアム       | テレビ東京版 | 6.8%            | [ 27 ] |
| 10   | 2023年01月25日 | 19:00-21:00 | テレビ東京 | メガヒット！シネマSP | テレビ東京版 | 4.4%            | [ 28 ] |
| 11   | 2024年11月08日 | 21:00-23:14 | 日本テレビ | 金曜ロードショー     | テレビ東京版 | 6.9%            | [ 29 ] |

10回目の放送時、Twitterでは「トップガン」が世界トレンド1位を記録した。

## サウンドトラック
主題歌・挿入歌といった歌曲を集めたソングアルバム（歌以外も1曲のみ収録）が「オリジナル・サウンドトラック盤」として繰り返し発売されているだけでなく、最近では、歌以外の劇中音楽やオマージュ曲、登場人物が劇中で歌った『Great Ball Of Fire』『You've Lost That Lovin' Feeling』の原曲などを収録したデラックスエディションも発売されている。一方、そのソングアルバムに収められた「トップガン〜賛美の世界〜」（原題：TOPGUN ANTHEM〈トップガン・アンセム〉）は、劇中に使用されたものとは別の演奏である。なお、『デンジャー･ゾーン〜TOP GUN THEME』は、全日本プロレスのプロレスラー・渕正信の入場曲に採用されている。
プロデューサーのドン・シンプソンとジェリー・ブラッカイマーが手がけた『フラッシュダンス』や『ビバリーヒルズコップ』と同様に、本作もMTV感覚の映像作品としてロックやポップ・ミュージックをBGMに使用している。これらを収録したサウンドトラックも大ヒットし、ビルボードアルバムチャート1位、日本ではオリコン洋楽アルバムチャートで1986年12月22日付から11週連続1位を獲得。ベルリンが歌う挿入歌「愛は吐息のように」（Take My Breath Away）もシングルチャート1位を記録し、アカデミー賞とゴールデングローブ賞においてアカデミー歌曲賞およびゴールデングローブ賞 主題歌賞を受賞した。
カナダのポップ・ロック歌手、コリー・ハートも映画関係者から『トップガン』のサントラのオファーがあったが、すでに出来上がっていたものであったために、詞も曲もすべて自分で書くと決めてていたポリシーに反するために断ったとされる。
| #         | タイトル                                           | 作詞                                                              | 作曲・編曲                                                        | 歌唱・演奏                                              | 時間 |
| --------- | -------------------------------------------------- | ----------------------------------------------------------------- | ----------------------------------------------------------------- | ------------------------------------------------------- | ---- |
| 1.        | 「デンジャー･ゾーン〜TOP GUN THEME」               | Giorgio Moroder、Tom Whitlock                                     | Giorgio Moroder、Tom Whitlock                                     | ケニー・ロギンス                                        | 3:36 |
| 2.        | 「マイティ・ウィングス」                           | Harold Faltermeyer、Mark Spiro                                    | Harold Faltermeyer、Mark Spiro                                    | チープ・トリック                                        | 3:51 |
| 3.        | 「真昼のゲーム」                                   | Kenny Loggins、Peter Wolf、Ina Wolf                               | Kenny Loggins、Peter Wolf、Ina Wolf                               | ケニー・ロギンス                                        | 3:59 |
| 4.        | 「リード・ミー・オン」                             | Moroder、Whitlock                                                 | Moroder、Whitlock                                                 | ティーナ・マリー                                        | 3:47 |
| 5.        | 「愛は吐息のように〜TOP GUN LOVE THEME」           | Moroder、Whitlock                                                 | Moroder、Whitlock                                                 | ベルリン                                                | 4:11 |
| 6.        | 「ホット・サマー・ナイト」                         | Michael Jay、Alan Roy Scott、Roy Freeland                         | Michael Jay、Alan Roy Scott、Roy Freeland                         | マイアミ・サウンド・マシーン                            | 3:38 |
| 7.        | 「ヘブン・イン・ユア・アイズ」                     | Paul Dean、Mike Reno、John Dexter、Mae Moore                      | Paul Dean、Mike Reno、John Dexter、Mae Moore                      | ラヴァーボーイ                                          | 4:04 |
| 8.        | 「炎をぬけて」                                     | Moroder、Whitlock                                                 | Moroder、Whitlock                                                 | ラリー・グリーン                                        | 3:46 |
| 9.        | 「行き先のない旅」                                 | Franne Golde、Paul Fox、Jake Hooker                               | Franne Golde、Paul Fox、Jake Hooker                               | マリータ                                                | 3:48 |
| 10.       | 「トップガン〜賛美の世界〜」                       | Faltermeyer                                                       | Faltermeyer                                                       | ハロルド・フォルターメイヤー&スティーヴ・スティーヴンス | 4:12 |
| 11.       | 「ドック・オブ・ザ・ベイ」                         | Steve Cropper、Otis Redding                                       | Steve Cropper、Otis Redding                                       | オーティス・レディング                                  | 2:42 |
| 12.       | 「メモリーズ」                                     | Harold Faltermeyer                                                | Harold Faltermeyer                                                | ハロルド・フォルターメイヤー                            | 2:57 |
| 13.       | 「グレート・ボールズ・オブ・ファイア」             | Jack Hammer、Otis Blackwell                                       | Jack Hammer、Otis Blackwell                                       | ジェリー・リー・ルイス                                  | 1:57 |
| 14.       | 「ユーヴ・ロスト・ザット・ラヴィン・フィーリング」 | Barry Mann、Phil Spector、Cynthia Weil                            | Barry Mann、Phil Spector、Cynthia Weil                            | ライチャス・ブラザーズ                                  | 3:44 |
| 15.       | 「真昼のゲーム（ダンス・ミックス）」               | Loggins、P. Wolf、I. Wolf                                         | Loggins、P. Wolf、I. Wolf                                         | ケニー・ロギンス                                        | 6:41 |
| 16.       | 「涙のフィーリング」                               | Kevin Cronin                                                      | Kevin Cronin                                                      | REOスピードワゴン                                       | 4:54 |
| 17.       | 「ブロークン・ウィングズ」                         | Richard Page、Steve George、John Lang                             | Richard Page、Steve George、John Lang                             | Mr.ミスター                                             | 4:24 |
| 18.       | 「ファイナル・カウントダウン」                     | Joey Tempest                                                      | Joey Tempest                                                      | ヨーロッパ                                              | 3:58 |
| 19.       | 「愛はとまらない」                                 | Albert Hammond、Diane Warren、Richard Hulle                       | Albert Hammond、Diane Warren、Richard Hulle                       | スターシップ                                            | 4:25 |
| 20.       | 「パワー・オブ・ラブ」                             | Gunther Mende、Candy DeRouge、Jennifer Rush、Mary Susan Applegate | Gunther Mende、Candy DeRouge、Jennifer Rush、Mary Susan Applegate | ジェニファー・ラッシュ                                  | 4:27 |
| 合計時間: | 合計時間:                                          | 合計時間:                                                         | 合計時間:                                                         | 79:01                                                   |      |

## Blu-ray/DVD
パラマウント ジャパンよりBlu-ray DiscとDVDが発売。2016年以降NBCユニバーサルが販売。
- Blu-ray
  - トップガン スペシャル・コレクターズ・エディション　品番：PPWB-110105　発売日：2009年4月24日
  - トップガン スペシャル・コレクターズ・エディション　品番：PBW-110105　発売日：2010年9月16日
  - トップガン 3D&2Dブルーレイセット　品番：PPCM-1002　発売日：2013年6月21日
  - トップガン スペシャル・コレクターズ・エディション　品番：PBH-110105　発売日：2014年9月10日
  - トップガン スペシャル・コレクターズ・エディション スチールケース仕様　品番：PBXC-110105　発売日：2015年6月10日
  - トップガン スペシャル・コレクターズ・エディション　品番：PJXF-1257　発売日：2019年4月24日
    - ソフト版吹替が収録された最後の円盤となった。

  - トップガン パラマウント 思い出の復刻版 ブルーレイ　品番：PJXF-1354　発売日：2020年6月24日
    - フジテレビ放送版（1989年）、テレビ東京放送版（2009年）の2バージョンの日本語吹替を収録。テレビ東京版は放映時にカットされたシーンを追録した完全版。この盤からソフト版吹替は削除される[7]。

  - トップガン TV吹替初収録特別版 4K Ultra HD+ブルーレイ　品番：PJXF-1353　発売日：2020年6月24日
    - 吹替は「思い出の復刻版 ブルーレイ」と同一内容を収録[35]。

  - トップガン&トップガン マーヴェリック 4K Ultra HD+ブルーレイ セット (4枚組)[4K ULTRA HD + Blu-ray]　発売日：2022年11月02日
    - 吹替はテレビ東京版の完全版を収録。
- DVD
  - トップガン スペシャル・エディション　品番：PHNE-110105　発売日：2011年4月28日

2007年10月26日にHD DVD版を発売。Blu-ray Disc版は当初同年10月の発売を予定していたが、発売元パラマウントのHD DVD支持の方針転換により、8月21日にBlu-ray版発売中止が発表された。その後再度の方針転換により、2009年1月27日に改めてBlu-ray版のリリースを発表し、同年4月24日に発売。
Blu-ray版は本編の他にトップガンの舞台裏や、ストーリーボード、ミュージック・ビデオ（Kenny Loggins “Danger Zone”、Berlin “Take My Breath Away”、Loverboy “Heaven In Your Eyes”、Harold Faltermeyer ＆ Steve Stevens “Top Gun Anthem”）やトム・クルーズ秘蔵インタビューなどの特典映像を収録。さらにBlu-ray版のみの特典映像も収録している。

## シューティングゲーム
- トップガン[注 6]（1987年・コナミ・FC）
- トップガンデュアルファイターズ（1989年・コナミ・FC）
- Top Gun: Guts and Glory（1993年・コナミ・GB・日本未発売）
- トップ ガン ファイア アット ウィル (1997年・メディアクエスト・PS)
- Top Gun: Firestorm (2001年・Titus Interactive・GBC／GBA・日本未発売)
- Top Gun: Combat Zones  (2001年・Titus Interactive・GBA・日本未発売)
- トップガンエースオブザスカイ（2002年・タイタスジャパン・PS2／GC）
- トップガン（2006年・タイトー・DS）
- Top Gun（2007年・ Atomic Planet Entertainment・PS2・日本未発売）
- Top Gun（2009年・ Freeverse Inc.・PSP・日本未発売）
- Top Gun（2010年・ Doublesix・PS3・日本未発売）
- トップガンハードロック（2012年・505ゲームズ・PS3・日本未発売）